# Hautteville-Bocage

Hautteville-Bocage este o comună în departamentul Manche, Franța. În 1 ianuarie 2022 avea o populație de 154 de locuitori.